# 前483年
| 千纪： | 前1千纪 |
| 世纪： | 前6世纪 \| 前5世纪 \| 前4世纪 |
| 年代： | 前510年代 \| 前500年代 \| 前490年代 \| 前480年代 \| 前470年代 \| 前460年代 \| 前450年代 |
| 年份： | 前488年 \| 前487年 \| 前486年 \| 前485年 \| 前484年 \| 前483年 \| 前482年 \| 前481年 \| 前480年 \| 前479年 \| 前478年                                                                          |
| 纪年： | 周敬王三十七年 魯哀公十二年 齐简公二年 晉定公二十九年 秦悼公八年 楚惠王六年 宋景公三十四年 卫出公十年 陳湣公十九年 蔡成侯八年 郑声公十八年 燕孝公十年 吴王夫差十三年 越王勾践十四年 杞湣公四年 |

## 大事记
- 孔門十哲中之子夏拜孔子為師。

## 出生
- 孔伋，孔子之孫，孔鯉之子。

## 逝世
- 5月：釋迦牟尼，佛教奠基人，可能出生于前563年。
- 孔鯉，孔子與亓官氏的兒子，述聖孔伋之父。